# ساموئل باله
ساموئل باله (انگلیسی: Samuel Ballet؛ زادهٔ ۱۲ مارس ۲۰۰۱) بازیکن فوتبال اهل سوئیس است که در حال حاضر برای باشگاه فوتبال کومو بازی می‌کند. 
از باشگاه‌هایی که در آن بازی کرده است می‌توان به باشگاه ورزشی یانگ بویز اشاره کرد.
وی همچنین در تیم‌های ملی فوتبال زیر ۱۸، ۱۹ و ۲۰ سال سوئیس بازی کرده است.